# Дуга мрачна ноћ
Дуга мрачна ноћ је хрватски филм редитеља Антуна Врдољака из 2004. године. Снимана је и истоимена телевизијска серија 2005. године.

## Радња
Почетак је Другог свјетског рата на подручју Краљевине Југославије. Сеоски младић Иван Колар - Ива (Горан Вишњић) уписује студије агрономије. Заузимајући се за пријатеља Јевреја (Крешимир Микић), који студира медицину, сукоби се са фашистима и враћа се у село гдје га од власти новостворене НДХ спашава Мата (Горан Навојец), пријатељ из дјетињства који се придружио усташама. Ива се придружује партизанима гдје упознаје дјевојку (Катарина Бистровић Дарваш), коју ожени и добије сина. Након рата, Ива спашава заробљеног Мату од сигурне смрти, суочава са распадом свог партизанског брака, самоубиством оца (Борис Дворник), којег су злостављали комунисти, самоубиством жене те на крају због супротстављања новим властима завршава на Голом отоку. Неколико година касније, по повратку из логора, ипак га дочека његов син за којег је мислио да је мртав.

## Продукција
- Директор фотографије: Вјекослав Врдољак
- Сценографија: Душко Јеричевић, Иван Иван
- Костимограф: Ика Шкомрљ

## Улоге
| Глумац                    | Улога                      |
| ------------------------- | -------------------------- |
| Горан Вишњић              | Иван Колар                 |
| Мустафа Надаревић         | Шпанац                     |
| Иво Грегуревић            | Мајор                      |
| Горан Навојец             | Мата                       |
| Борис Дворник             | Лука Колар                 |
| Тарик Филиповић           | Јока                       |
| Катарина Бистровић Дарваш | Вера Колар                 |
| Жарко Поточњак            | Алојз                      |
| Вера Зима                 | Ката                       |
| Ален Ливерић              | Јозеф Шмит                 |
| Горан Гргић               | Франц                      |
| Крешимир Микић            | Роберт Нојман              |
| Матко Рагуз               | Бартол                     |
| Вили Матула               | Реслер                     |
| Миња Јовичић              | Емил                       |
| Борис Свртан              | Сандел                     |
| Иван Бркић                | Брко                       |
| Рене Биторајац            | Говорник                   |
| Божидар Алић              | Јакоб                      |
| Мирела Брекало            | Матина мајка               |
| Асја Јовановић            | Рут                        |
| Марија Кон                | Маријана                   |
| Винко Краљевић            | Ерик Ломан                 |
| Отокар Левај              | Болничар                   |
| Дора Липовчан             | Ана Крол                   |
| Данко Љуштина             | Лујо                       |
| Дамир Лончар              | Отац Крол                  |
| Сузана Николић            | Јелка                      |
| Бернанда Оман             | Елза                       |
| Мартин Сагнер             | Бартолов отац              |
| Дорис Шаљић Кукољица      | Милада                     |
| Предраг Вушовић           | Поднаредник                |
| Едо Перочевић             | Замјеник собног старјешине |
| Ивица Катић               |                            |

## Награде и фестивали
Филм дуга мрачна ноћ је учествовао на следећим филмским фестивалима и освојио следеће награде:
- Пулски филмски фестивал 2004. године – Велика Златна арена за најбољи филм, Златне арене за најбољег режисера, главну мушку улогу,

сценарио и музику, награда Кодак за фотографију
- Међународни филмски фестивал у Палм Спрингсу 2005. године